# Distrito electoral de Evansville (Illinois)
Evansville (en inglés: Evansville Precinct) es un distrito electoral ubicado en el condado de Randolph en el estado estadounidense de Illinois. En el Censo de 2010 tenía una población de 1015 habitantes y una densidad poblacional de 17,02 personas por km².

## Geografía
Evansville se encuentra ubicado en las coordenadas 38°5′27″N 89°56′10″O / 38.09083, -89.93611. Según la Oficina del Censo de los Estados Unidos, Evansville tiene una superficie total de 59.63 km², de la cual 57.53 km² corresponden a tierra firme y (3.53%) 2.1 km² es agua.

## Demografía
Según el censo de 2010, había 1015 personas residiendo en Evansville. La densidad de población era de 17,02 hab./km². De los 1015 habitantes, Evansville estaba compuesto por el 97.14% blancos, el 0.59% eran afroamericanos, el 0.1% eran amerindios, el 0.39% eran asiáticos, el 0% eran isleños del Pacífico, el 0.3% eran de otras razas y el 1.48% pertenecían a dos o más razas. Del total de la población el 1.18% eran hispanos o latinos de cualquier raza.